# بیزا ماهافلی
بیزا ماهافلی (به لاتین: Beza Mahafaly Reserve) یک جنگل در ماداگاسکار است که در Southwest Madagascar واقع شده‌است.